# Espace urbain de Sarlat-la-Canéda
Cet article court présente un sujet plus développé dans : Espace urbain.
L’espace urbain de Sarlat-la-Canéda est un espace urbain français centré sur la ville de Sarlat-la-Canéda. C'était, en 1999, le 79e des 96 espaces urbains français par la population, il comportait alors 15 communes.